# سايبورغ 009 ضد رجل الشيطان
سايبرغ 009 ضد رجل الشيطان (باليابانية: サイボーグ009VSデビルマン) ، هي الجزء الثالث الأنمي والذي يواجه شخصية بطل سايبرغ 009 ضد رجل الشيطان، صدرت بتاريخ 11 نوفمبر سنة 2015م.

## وصلات خارجية
- Cyborg 009 Vs. Devilman موقع رسمي
- سايبورغ 009 ضد رجل الشيطان على موقع IMDb (الإنجليزية)
- سايبورغ 009 ضد رجل الشيطان على موقع نتفليكس (الإنجليزية)
- سايبورغ 009 ضد رجل الشيطان على موقع قاعدة بيانات الفيلم (الإنجليزية)
- سايبورغ 009 ضد رجل الشيطان على موقع ليتربوكسد (الإنجليزية)
- سايبورغ 009 ضد رجل الشيطان على موقع كينوبويسك (الروسية)
- سايبورغ 009 ضد رجل الشيطان على موقع ANN anime (الإنجليزية)